# ماذا أعلم

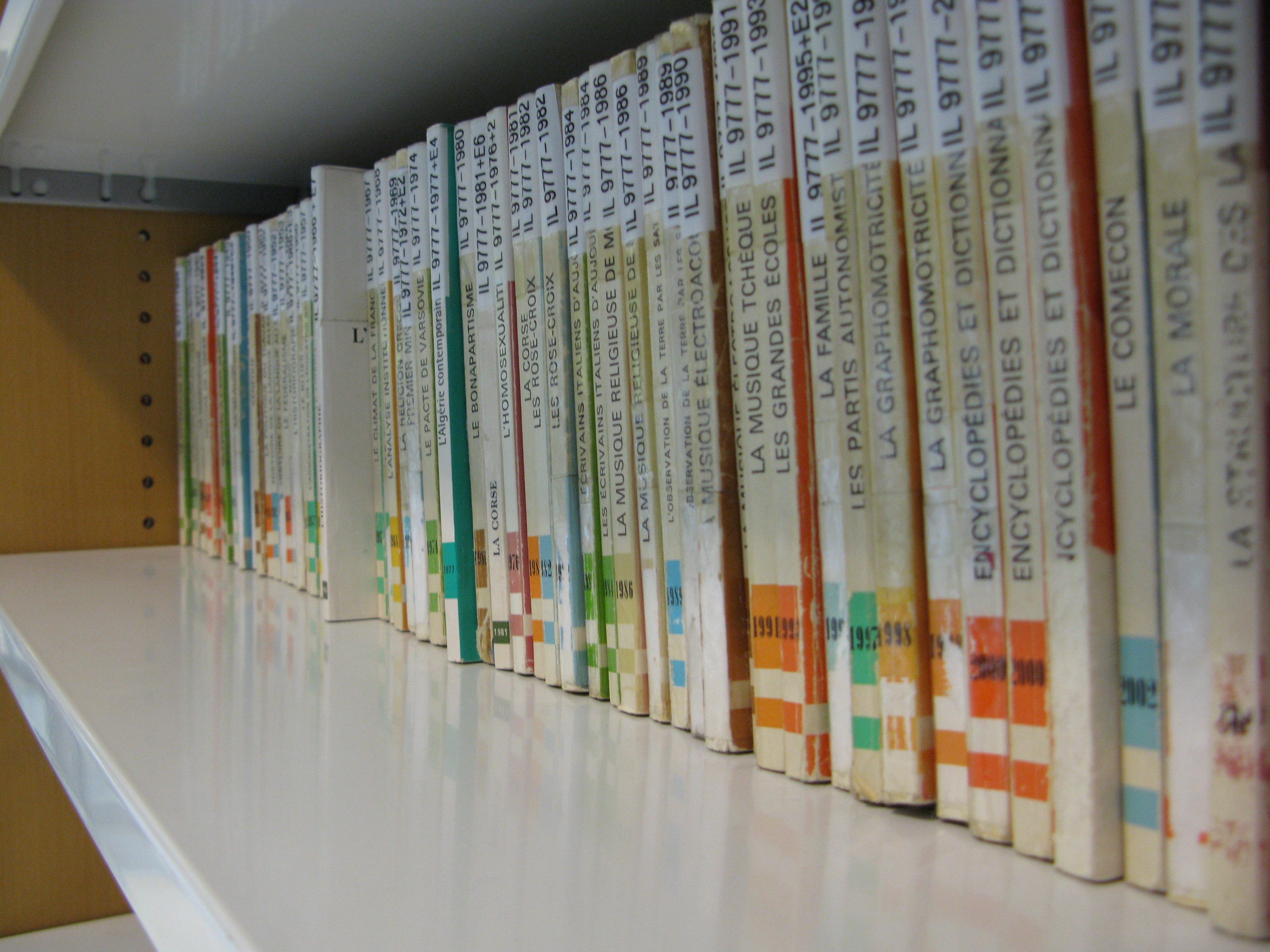

ماذا أعلم؟ (بالفرنسية: Que sais-je?) هي سلسلة من الكتب الفرنسية، أسسها بول أنغولفن في عام 1941م، ونشرتها دار النشر لي برس أونيفيرسيتير دو فرانس. وتهدف السلسلة إلى تزويد القارئ العادي بمقدمة سهلة في مجال دراسي يكتبه خبير في هذا المجال. وهي ذات شعبية كبيرة. الجملة «كو سيه-جو» مأخوذة من أعمال الكاتب الفرنسي ميشيل دي مونتين.
ومنذ ديسمبر/كانون الأول عام 2016م، أصبحت علامة لمجموعة النشر Humensis.